# 谭家场乡
谭家场乡，是中华人民共和国湖南省怀化市辰溪县下辖的一个乡镇级行政单位。

## 行政区划
谭家场乡下辖以下地区：
道光屯村、柘木屯村、王羊屯村、白岩冲村、铁炉冲村、盐井村、草子坳村、狮头坡村、李家坳村、高坪村、上荆竹溪村、下荆竹溪村、小板林村、大板林村和谭家场村。